# Смертельные гонки 2000
«Смертельные гонки 2000» (англ. Death Race 2000) — американский художественный фильм 1975 года, поставленный режиссёром Полом Бартелом по рассказу Иба Мельхиора «Гонщик» (англ. The Racer).
Главные роли исполнили Дэвид Кэррадайн, Симона Гриффит и Сильвестр Сталлоне.

## Сюжет
В 1979 году в мире грянул экономический кризис, который привёл к обвалу мировой экономики и массовым беспорядкам. В США была установлена президентская диктатура и введено военное положение. Во избежание восстания правительство учредило Трансконтинентальную автомобильную гонку, участники которой не только борются за победу, но и истребляют всех, кто попадётся им на пути, получая бонусные очки. В 2000 году проходит юбилейная 20-я гонка, у участников которой такой же броский имидж, как у профессиональных рестлеров, а также вооружённые до зубов машины. Победитель традиционно удостаивается пожать руку Президенту США. Фаворитом является некто Франкенштейн, любимец публики, выигрывавший гонки два раза до этого.
Группа сопротивления, которую возглавляет Томазина Пейн, потомок героя Войны за независимость США Томаса Пейна, хочет использовать гонку, чтобы ликвидировать Президента. Они намереваются в ходе гонки уничтожить всех конкурентов, а самого Франкенштейна взять в плен и подменить двойником, который и убьёт президента. Штурманом Франкенштейна становится Энни Смит, внучка Томасины, но по ходу гонки она узнаёт, что и сам Франкенштейн желает избавиться от Президента.

## В ролях
| Актёр              | Роль                                                 |
| ------------------ | ---------------------------------------------------- |
| Дэвид Кэррадайн    | пилот Франкенштейн                                   |
| Симона Гриффит     | штурман Франкенштейна Энни Смит внучка Томазины Пейн |
| Сильвестр Сталлоне | пилот «Пулемёт» Джо Витербо                          |
| Луиза Мориц        | штурман Джо Мира                                     |
| Мэри Воронов       | пилот «Бедовая» Джейн Келли                          |
| Уильям Шепард      | штурман Мэри Пит                                     |
| Роберта Коллинз    | пилот «Немка» Матильда                               |
| Фред Гранди        | штурман Матильды «Германец Герман» Бох               |
| Мартин Коув        | пилот Рэй «герой Нерон» Лонаган                      |
| Лесли Макрэй       | штурман Нерона Клеопатра                             |
| Сэнди Маккалюм     | Мистер Президент                                     |
| Дон Стил           | ведущий Джуниор Брюс                                 |
| Джойс Джеймсон     | ведущая Грэйс Пэндер                                 |
| Карл Бенсен        | ведущий Гарольд                                      |
| Гарриет Медин      | лидер Сопротивления Томазина Пейн                    |

## Гонщики и автомобили
Все автомобили, участвующие в трансконтинентальной гонке, имели свою собственную тематику.
- Герой Нерон (англ. Nero the Hero) — римская. Его автомобиль Fiat 850 Spider выглядит как лев (Император Нерон кидал своих врагов на растерзание львам). Нерон был уничтожен первым, когда хотел переехать младенца, на самом деле являвшегося начинённой тротилом куклой. Его штурман носила имя Клеопатра.[6]
- «Немка» Матильда (англ. Matilda the Hun) — нацистская. Её автомобиль носил название «Жужжащая бомба» и представлял собой модифицированный VW Karmann-Ghia), напоминающий крылатую ракету Фау-1. Она слетела на полной скорости с обрыва, свернув не в ту сторону из-за неправильного указателя, установленного Сопротивлением. Её штурмана звали «Германец Герман» (англ. Herman the German).[7]
- Бедовая Джейн (англ. Calamity Jane) — ковбойская. Её автомобиль выглядел как бык и в начале гонки сбил матадора. Её штурман Пит был задавлен Матильдой, пока чинил автомобиль Джейн. Позднее, она отбила нерешительную атаку, предпринятую сопротивлением, во время которой они хотели заманить Джейн в ловушку и взорвать её наземной миной. Изначально Джейн остановилась перед самой миной (не заметив её), но в итоге взорвалась, пытаясь выехать из этого участка.
- «Пулемёт» Джо Витербо (англ. Machine Gun Joe Viterbo) — Гангстерская. Его автомобиль оборудован большим ножом и двумя пистолетами-пулемётами Томпсона с барабанным магазином. Из гонщиков он умер последним, от ручной гранаты Франкенштейна.[8]
- Франкенштейн (англ. Frankenstein) — Его автомобиль (Shala Vette, сконструированный Диком Дином и известна как «Gator’s Car») выполнена похожей на аллигатора, с красными глазами, чешуёй и зубами. Единственный выживший гонщик.[9]

Большая часть автомобилей представляют собой переделанные Фольксвагены и, согласно заявлениям Кормана, некоторые из них были проданы после выхода фильма в музеи за намного большую сумму, нежели стоимость их создания. Знаменитый автомобиль Shala Vette из фильма «Смертельная гонка 2000» 1975 года будет выставлен на торги аукциона Mecum.
В эпилоге фильма Франкенштейн уезжает на автомобиле Sterling Nova.

## Создание
Роджер Корман хотел сделать футуристический экшн про спорт, чтобы извлечь выгоду из ажиотажа на эту тематику, вызванного выходом в 1975 году фильма «Роллербол». За основу он выбрал рассказ Иба Мельхиора «Гонщик» и нанял сценариста Роберта Тома для адаптации его под сценарий фильма. Режиссёр Пол Бартел решил, что не сможет снять фильм по получившемуся сценарию и сценарий был переписан Чарльзом Гриффитом. В главной роли Корман хотел видеть Питера Фонду, но так как это оказалось невозможным, главная роль была отдана Дэвиду Кэррадайну. За свою роль Кэррадайн получил 10 % от сбора картины; он и Рон Ховард остаются единственными звёздами фильмов Кормана, взявшими зарплату процентом со сборов.

## Отклики
Роджер Эберт в своей рецензии на фильм присудил ему ноль звёзд, заявив что фильм имеет «плохой вкус, а также излишнюю и неуместную демонстрацию обнажёнки и насилия».
Однако фильм при бюджете в 300 тысяч долларов собрал в прокате 5 миллионов и получил статус культового. «Смертельные гонки 2000» также часто ставятся выше выпущенного в том же году «Роллербола», другого фантастического фильма, в котором жестокий спорт является опиумом для народа.

## Влияние

### Серия комиксов
В 1995 году на недолго просуществовавшем издательстве Роджера Кормана Cosmic Comics вышла серия комиксов «Death Race 2020», являющаяся сиквелом фильма. Она была написана Пэтом Миллсом из 2000 AD и проиллюстрирована Кевином О’Нилом, работавшими уже вместе над несколькими комиксами. Действие комикса происходит через 20 лет после событий фильма и повествует о возвращении Франкенштейна к соревнованиям. Новыми персонажами стали Голландец (Von Dutch), Алкоголик (The Alcoholic), Счастливый Клоун (Happy the Clown), Степной волк (Steppenwolf), Рик Ризас (Rick Rhesus) и Гарри Кэрри (Harry Carrie).
Всего в серию вошло восемь выпусков.

### Ремейк
22 августа 2008 года вышел снятый Полом У. С. Андерсоном ремейк фильма, названный «Смертельная гонка», главную роль в котором сыграл Джейсон Стейтем.
В конце августа 2007 года начались съёмки приквела.
Наряду со Стэйтемом в новой версии снялись Иэн Макшейн, Джоан Аллен и Тайриз Гибсон.
В фильме камео появился Дэвид Кэррадайн, который озвучил Франкенштейна в начальной гонке.
18 января 2011 года непосредственно на DVD вышел второй приквел «Смертельная гонка 2: Франкенштейн жив», а 18 января 2013 года третий (также сразу на DVD) «Смертельная гонка 3: Ад». В обоих сыграли Люк Госс, Танит Феникс, Винг Рэймс и Дэнни Трехо.

### Другие влияния
- В 1982 году вышла видеоигра Maze Death Race для компьютеров Sinclair ZX81 (и в 1983 году для компьютеров ZX Spectrum), оформление, заглавие и игровой контент которой напоминал фильм.[14][нет в источнике]
- В 1990 году компания American Game Cartridges, Inc. выпустила игру Death Race для приставок Nintendo Entertainment System, вдохновлённую фильмом.[15][неавторитетный источник]
- Фильм лег в основу компьютерных игр серии Carmageddon середины 1990-х годов. В них как и в фильме поощряется убийство пешеходов, причем количество очков зависит от степени изощренности убийства. Некоторые модели автомобилей из игры (а также внешность и одежда гонщиков) весьма напоминают таковые из фильма.
- Deathtrack была ещё одной видеоигрой, основанной на войне между автомобилями. В ней игрок путешествовал через страну, взрывая другие машины.
- Во вступлении песни Buckethead «Isle of Dead» из альбома Bermuda Triangle можно услышать короткий отрывок из фильма.
- В спродюсированном Роджером Корманом фильме 1992 года «Манчи наносит ответный удар», отрывки из фильма (включая погоню на вертолёте) использованы в качестве видеоигры «Death Race 2000».